# Осень в Нью-Йорке
«Осень в Нью-Йорке» (англ. Autumn In New York) — фильм 2000 года режиссёра Джоан Чэнь.

## Сюжет
Успешный бизнесмен, беззаботный ловелас, прожжённый циник Уилл Кейн ради сиюминутного развлечения знакомится с 22-летней Шарлоттой, годящейся ему в дочери, когда она отмечает день рождения в его ресторане. Неожиданно для него самого чувство оказывается гораздо сильнее. Шарлотта сообщает ему, что ей осталось жить примерно год — из-за болезни сердца. Она смирилась с этим и категорически отказывается от операции. Кейн находит хирурга и уговаривает Шарлотту согласиться на операцию. Но операция не помогает, и Шарлотта умирает.

## В ролях
| Актёр              | Роль                   |
| ------------------ | ---------------------- |
| Ричард Гир         | Уилл Кейн              |
| Вайнона Райдер     | Шарлотта Филдинг       |
| Энтони Лапалья     | Джон Вольп             |
| Элейн Стритч       | Долорес «Долли» Тэлбот |
| Вера Фармига       | Лайза Тайлер           |
| Джилл Хеннеси      | Линн Маккейл           |
| Даниэлла Ван Граас | Джози                  |
| Шерри Стрингфилд   | Сара Вольп             |
| Джонатан Симмонс   | доктор Том Грэнди      |
| Сэм Траммелл       | Саймон                 |
| Мэри Бет Хёрт      | доктор Пол Сибли       |
| Кэли Роша          | Шэннон                 |
| Рэйчел Николс      | модель в баре          |

## Критика
- 2001 — номинирован на антинаграду «Золотая малина» (Худшая экранная пара - Ричард Гир и Вайнона Райдер)[2]